# Laniscat
Laniscat korábbi község Franciaországban, Côtes-d’Armor megyében. Lakosainak száma 767 fő (2018. január 1.). Laniscat Gouarec, Plélauff, Plussulien, Saint-Gelven, Sainte-Tréphine és Saint-Igeaux községekkel határos.
2017. január 1-jén Perret és Saint-Gelven korábbi községgel egyesült és az így létrejött Bon Repos sur Blavet új község része lett.

## Népesség
A település népességének változása:
| Lakosok száma | 789  | 771  | 1311 | 772  | 767  |
|               | 2013 | 2015 | 2016 | 2017 | 2018 |